# Clásica de San Sebastián 2016
La 36.ª edición de la clásica ciclista Clásica de San Sebastián se celebró en España el 30 de julio de 2016 sobre un recorrido por la provincia de Guipúzcoa con inicio y final en San Sebastián para un total de 220,2 km.
Hizo parte del UCI WorldTour 2016, siendo la vigésima competición del calendario de máxima categoría mundial.
La carrera fue ganada por el corredor neerlandés Bauke Mollema del equipo Trek-Segafredo, en segundo lugar Tony Gallopin (Lotto Soudal) y en tercer lugar Alejandro Valverde (Movistar).

## Recorrido
El recorrido es similar a la edición anterior, iniciando con un circuito en la provincia de Guipúzcoa y siguiendo un recorrido con 6 puertos para finalizar sobre la ciudad de San Sebastián.
| 1 | Alto Iturburu   | 1.º | 59,5  |
| 2 | Alto Jaizquíbel | 1.º | 125   |
| 3 | Alto Arkale     | 2.º | 147,8 |
| 4 | Alto Jaizquíbel | 1.º | 165,3 |
| 5 | Alto Arkale     | 2.º | 188,2 |
| 6 | Murgil Tontorra | 2.º | 212,3 |

## Equipos participantes
Tomaron parte en la carrera 19 equipos: los 17 de categoría UCI ProTeam (al ser obligada su participación); más 2 de categoría Profesional Continental mediante invitación de la organización (Caja Rural-Seguros RGA y Cofidis, Solutions Crédits). Formando así un pelotón de 150 ciclistas, de 8 corredores por equipo, de los que acabaron 113. Los equipos participantes fueron:
| Equipo                     | Cód. UCI | Categoría               | Jefe de Filas (n.º 1)  |
| -------------------------- | -------- | ----------------------- | ---------------------- |
| Orica-BikeExchange         | OBE      | UCI ProTeam             | Adam Yates             |
| Tinkoff                    | TNK      | UCI ProTeam             | Alberto Contador       |
| Movistar Team              | MOV      | UCI ProTeam             | Alejandro Valverde     |
| BMC Racing Team            | BMC      | UCI ProTeam             | Richie Porte           |
| Team Sky                   | SKY      | UCI ProTeam             | Mikel Landa            |
| Etixx-Quick Step           | EQS      | UCI ProTeam             | Daniel Martin          |
| Team Katusha               | KAT      | UCI ProTeam             | Joaquim Rodríguez      |
| FDJ                        | FDJ      | UCI ProTeam             | Arthur Vichot          |
| Astana Pro Team            | AST      | UCI ProTeam             | Luis León Sánchez      |
| Team LottoNL-Jumbo         | TLJ      | UCI ProTeam             | Steven Kruijswijk      |
| Lampre-Merida              | LAM      | UCI ProTeam             | Diego Ulissi           |
| Trek-Segafredo             | TSE      | UCI ProTeam             | Bauke Mollema          |
| Team Giant-Alpecin         | TGA      | UCI ProTeam             | Warren Barguil         |
| Cannondale-Drapac Team     | CDT      | UCI ProTeam             | Rigoberto Urán         |
| Lotto Soudal               | LTS      | UCI ProTeam             | Tony Gallopin          |
| Ag2r La Mondiale           | ALM      | UCI ProTeam             | Jean-Christophe Péraud |
| IAM Cycling                | IAM      | UCI ProTeam             | Mathias Frank          |
| Caja Rural-Seguros RGA     | CJR      | Profesional Continental | David Arroyo           |
| Cofidis, Solutions Crédits | COF      | Profesional Continental | Nicolas Edet           |

## Clasificación final
- Las clasificaciones finalizaron de la siguiente forma:[3]

| Posición | Ciclista           | Equipo             | Tiempo          |
| -------- | ------------------ | ------------------ | --------------- |
| 1.º      | Bauke Mollema      | Trek-Segafredo     | 5 h 31 min 00 s |
| 2.º      | Tony Gallopin      | Lotto Soudal       | a 17 s          |
| 3.º      | Alejandro Valverde | Movistar           | m.t.            |
| 4.º      | Joaquim Rodríguez  | Katusha            | a 22 s          |
| 5.º      | Greg Van Avermaet  | BMC Racing         | a 34 s          |
| 6.º      | Gianluca Brambilla | Etixx-Quick Step   | m.t.            |
| 7.º      | Simon Yates        | Orica-BikeExchange | m.t.            |
| 8.º      | Tom Slagter        | Cannondale-Drapac  | m.t.            |
| 9.º      | Nicolas Roche      | Sky                | m.t.            |
| 10.º     | Dries Devenyns     | IAM                | a 37 s          |

| 11.º | Anthony Roux      | FDJ                        | a 50 s |
| 12.º | Daniel Martin     | Etixx-Quick Step           | m.t.   |
| 13.º | Tim Wellens       | Lotto Soudal               | m.t.   |
| 14.º | Ben Hermans       | BMC Racing                 | m.t.   |
| 15.º | George Bennett    | LottoNL-Jumbo              | m.t.   |
| 16.º | Adam Yates        | Orica-BikeExchange         | m.t.   |
| 17.º | Luis León Sánchez | Astana                     | m.t.   |
| 18.º | Haimar Zubeldia   | Trek-Segafredo             | m.t.   |
| 19.º | Ion Izagirre      | Movistar                   | m.t.   |
| 20.º | Nicolas Edet      | Cofidis, Solutions Crédits | m.t.   |

## UCI World Tour
La Clásica de San Sebastián otorga puntos para el UCI WorldTour 2016 para corredores de equipos en las categorías UCI ProTeam, Profesional Continental y Equipos Continentales. La siguiente tabla corresponde al baremo de puntuación:
| Posición   | 1º | 2º | 3º | 4º | 5º | 6º | 7º | 8º | 9º | 10º |
| Puntuación | 80 | 60 | 50 | 40 | 30 | 22 | 14 | 10 | 6  | 2   |

| Posición | Ciclista           | Equipo             | Puntos |
| -------- | ------------------ | ------------------ | ------ |
| 1.º      | Bauke Mollema      | Trek-Segafredo     | 80     |
| 2.º      | Tony Gallopin      | Lotto Soudal       | 60     |
| 3.º      | Alejandro Valverde | Movistar           | 50     |
| 4.º      | Joaquim Rodríguez  | Katusha            | 40     |
| 5.º      | Greg Van Avermaet  | BMC Racing         | 30     |
| 6.º      | Gianluca Brambilla | Etixx-Quick Step   | 22     |
| 7.º      | Simon Yates        | Orica-BikeExchange | 14     |
| 8.º      | Tom Slagter        | Cannondale-Drapac  | 10     |
| 9.º      | Nicolas Roche      | Sky                | 6      |
| 10.º     | Dries Devenyns     | IAM                | 2      |

Además, también otorgó puntos para el UCI World Ranking (clasificación global de todas las carreras internacionales).
| Posición   | 1º  | 2º  | 3º  | 4º  | 5º  | 6º  | 7º  | 8º  | 9º | 10º |
| Puntuación | 400 | 320 | 260 | 220 | 180 | 140 | 120 | 100 | 80 | 68  |

| Posición | Ciclista           | Equipo             | Puntos |
| -------- | ------------------ | ------------------ | ------ |
| 1.º      | Bauke Mollema      | Trek-Segafredo     | 400    |
| 2.º      | Tony Gallopin      | Lotto Soudal       | 320    |
| 3.º      | Alejandro Valverde | Movistar           | 260    |
| 4.º      | Joaquim Rodríguez  | Katusha            | 220    |
| 5.º      | Greg Van Avermaet  | BMC Racing         | 180    |
| 6.º      | Gianluca Brambilla | Etixx-Quick Step   | 140    |
| 7.º      | Simon Yates        | Orica-BikeExchange | 120    |
| 8.º      | Tom Slagter        | Cannondale-Drapac  | 100    |
| 9.º      | Nicolas Roche      | Sky                | 80     |
| 10.º     | Dries Devenyns     | IAM                | 68     |